# Centenional

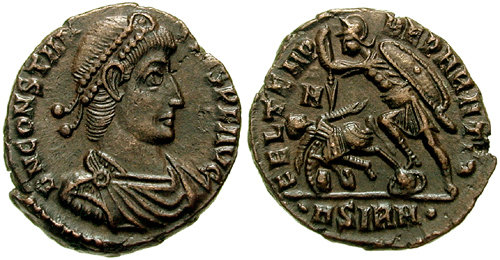
Medio centenional de Constancio II (348-350). Ceca de Sirmio, 17 mm y 2,84 g. En el reverso. soldado de pie, alanceando a un jinete caído.

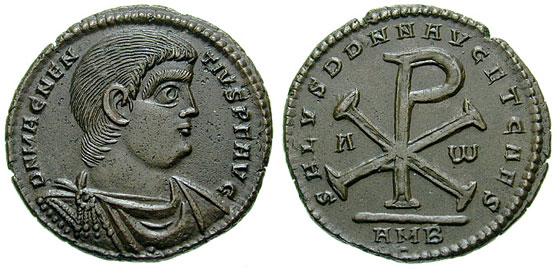
Doble centenional del emperador Magnencio (350-353), 8.8 g. En el reverso, un crismón con las letras griegas alfa y omega (Α y ω).

El centenional o centonial (en latín: centenionalis) fue una moneda de la Antigua Roma acuñada en bronce en la época del Bajo Imperio. Su nombre deriva del latín centum, "cien", que equivalía a 100 denarios de cuenta. 

## Historia
Aunque en fuentes escritas no está claro a qué tipo de moneda se corresponde, en algunos casos, se le asigna su origen a Constantino I hacia el año 330 para ir sustituyendo al devaluado follis. Era una moneda que pesaba inicialmente alrededor de 3 g, aunque existía otra más pequeña, denominada medio centenional.
La aparición del centenional supuso entonces una tentativa de la reforma conjunta de los emperadores Constante y Constancio II de reintroducir una moneda de bronce de gran módulo, alrededor del año 348, momento en que los follis ya habían perdido casi todo su valor. También emiten una moneda de valor de doble centenional, denominada maiorina.
Aunque la tipología específica resulte confusa, desde la perspectiva numismática actual se declara como centenional la moneda de esa época con un peso de entre 3,55 y 2,60 gramos. Aunque la asignación de un valor para estas monedas no está clara, es habitual atribuirle el de la centésima parte de la silicua de plata, al menos en el momento de su nacimiento, aunque este fue disminuyendo con el tiempo.
La existencia del centenional no fue muy larga. Su valor se deterioró tanto que dejó de emitirse con la reforma monetaria de Teodosio del año 395, a partir de la cual, solo se emitieron las fracciones más pequeñas de monedas de cobre, conocidas hoy numismáticamente como AE3 y AE4, en función de su diámetro, ya que sus denominaciones se desconocen.